# Santa Lucía en los Juegos Olímpicos
Santa Lucía en los Juegos Olímpicos está representada por el Comité Olímpico de Santa Lucía, creado en 1987 y reconocido por el Comité Olímpico Internacional en 1993.
Ha participado en ocho ediciones de los Juegos Olímpicos de Verano, su primera presencia tuvo lugar en Atlanta 1996. El país ha obtenido dos medallas en las ediciones de verano, una de oro y una de plata, ambas logradas por la deportista Julien Alfred en atletismo.
En los Juegos Olímpicos de Invierno Santa Lucía no ha participado en ninguna edición.

## Medallero

### Por edición
Juegos Olímpicos de Verano
| Evento              | Oro | Plata | Bronce | Total |
| ------------------- | --- | ----- | ------ | ----- |
| Atlanta 1996        | 0   | 0     | 0      | 0     |
| Sídney 2000         | 0   | 0     | 0      | 0     |
| Atenas 2004         | 0   | 0     | 0      | 0     |
| Pekín 2008          | 0   | 0     | 0      | 0     |
| Londres 2012        | 0   | 0     | 0      | 0     |
| Río de Janeiro 2016 | 0   | 0     | 0      | 0     |
| Tokio 2020          | 0   | 0     | 0      | 0     |
| París 2024          | 1   | 1     | 0      | 2     |
| TOTAL               | 1   | 1     | 0      | 2     |

### Por deporte
Deportes de verano
| Evento    | Oro | Plata | Bronce | Total |
| --------- | --- | ----- | ------ | ----- |
| Atletismo | 1   | 1     | 0      | 2     |
| TOTAL     | 1   | 1     | 0      | 2     |